# Willi Ninja

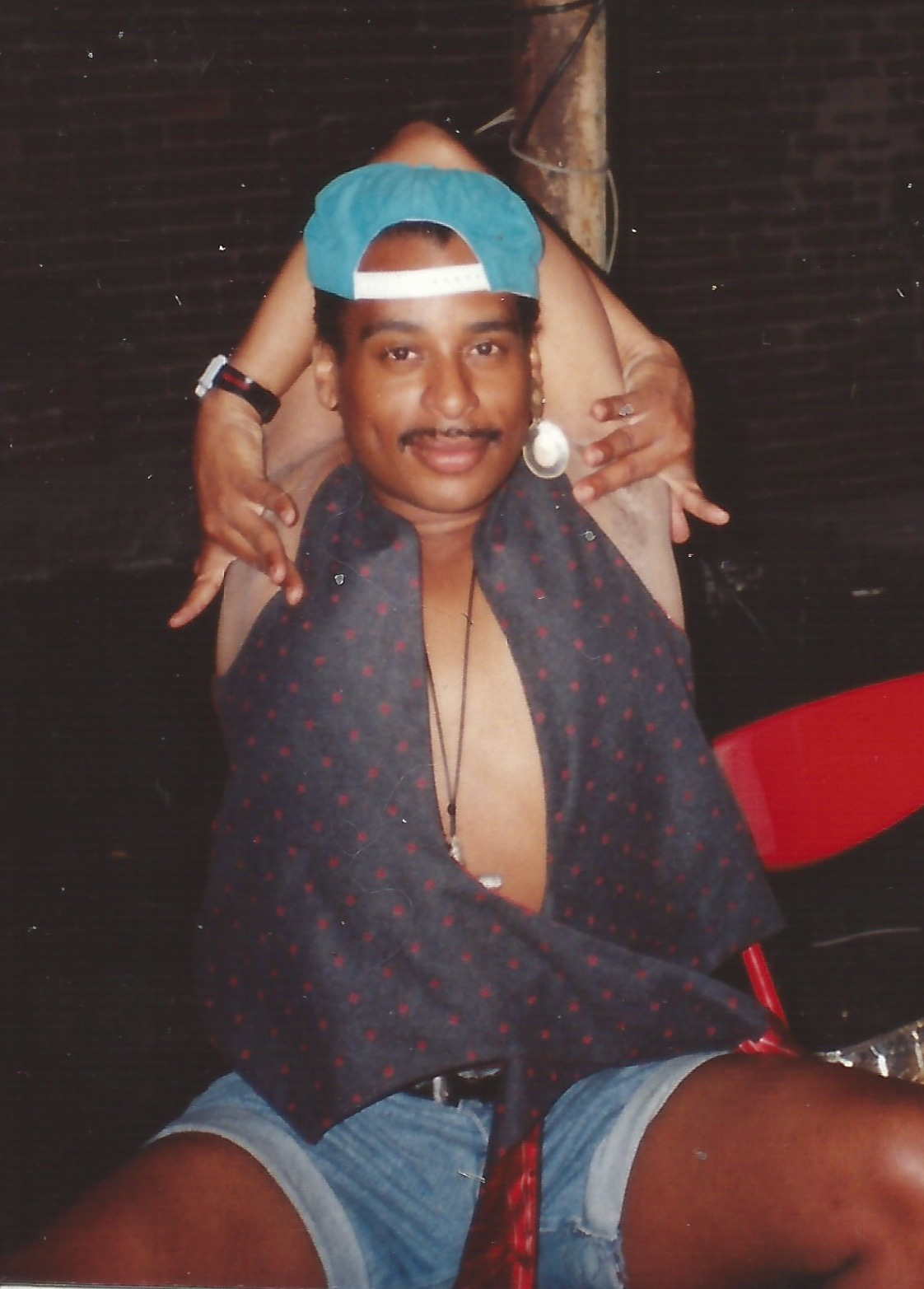
Willi Ninja (1994)

Willi Ninja, auch Willie Ninja (* 12. April 1961 in Queens, New York City; † 2. September 2006 in New York, bürgerlicher Name William Roscoe Leake), war ein US-amerikanischer Tänzer, Choreograf und Künstler.

## Leben
William wuchs in Flushing auf und begann mit sieben Jahren das Tanzen. Als Mitglied der homosexuellen Szene in Harlem führte er in den frühen 1980er Jahren auf öffentlichen Plätzen und bei Drag Balls das Voguing vor, eine neue Form des Tanzes, die die rhythmischen Bewegungen der Models auf dem Laufsteg und bei Fotoshootings aufgriff.
Er trat mit diesem Stil 1989 als Mitglied von The Bootzilla Orchestra im Videoclip zu Malcolm McLarens Album Waltz Darling in Erscheinung. Der Titel Deep in Vogue wurde insbesondere in Deutschland ein Hit, noch vor Vogue von Madonna, in dem Ninja ebenfalls auftrat. Bekannt wurde er darüber hinaus durch den von Jennie Livingston im Jahr 1990 veröffentlichten Dokumentarfilm Paris brennt.
In der New Yorker Dragqueen-Szene war Willi Ninja eine wichtige Persönlichkeit und Vorstand des House of Ninja. Ninja lief Modenschauen für Jean-Paul Gaultier und war Teil der Tanzkompanie von Karole Armitage. Er besaß außerdem seit 2004 eine Modelagentur und war ein gefragter Runway-Instructor. Naomi Campbell oder Paris Hilton etwa half er, zu ihrem persönlichen Stil zu finden. Neben Paris is Burning gibt es in dem Dokumentarfilm How Do I Look (2006) von Wolfgang Busch mehrere Interviews mit Ninja.
Er litt mehrere Jahre lang an AIDS, an dessen Folgen er am 2. September 2006 im Alter von 45 Jahren starb.
Am 9. Juni 2023 ehrte Google Willi Ninja mit einem Doodle.